# Japanagromyza macroptilivora
Japanagromyza macroptilivora este o specie de muște din genul Japanagromyza, familia Agromyzidae, descrisă de Esposito și Prado în anul 1993. Conform Catalogue of Life specia Japanagromyza macroptilivora nu are subspecii cunoscute.